# Partido Socialista de los Trabajadores (Perú)
El Partido Socialista de los Trabajadores (PST) es un partido político de ideología trotskista en el Perú fundado en 1971 por un grupo de disidentes del Frente de Izquierda Revolucionaria (FIR). El grupo fue liderado por Hugo Blanco Galdós y Enrique Fernández Chacón.

## Historia
En 1977, el PST fundo junto con el Partido Comunista Peruano (Marxista-Leninista) y el Partido Obrero Marxista Revolucionario, la coalición de izquierda FOCEP en torno a Genaro Ledesma, en el mismo año impugnó las elecciones en las listas del FOCEP. 
En 1980, el PST tuvo sus candidatos en las listas del PRT. 
En 1992, el PST se dividió, y un grupo se adhirió a la UIT-CI y formó un PST paralelo. En la actualidad es miembro del LIT-CI.
Desde su fundación publica el periódico Bandera Socialista.